# Caroline De Meester
Caroline De Meester (geboortenaam: Martens) is een personage in de VTM-televisieserie Familie, gespeeld door Kadèr Gürbüz.

## Overzicht
Caroline De Meester is de pr-verantwoordelijke van textielwinkelketen F@C, waarmee MVM sinds 2011 samenwerkt. Caroline is tevens de moeder van ontwerper Axel De Meester. Ze is een vlotte vrouw van midden de veertig die erg punctueel is en niet met zich laat sollen. Caroline heeft al jaren (sinds ze wegging bij haar man toen Axel nog een klein kind was) een relatie met haar baas bij F@C Gilbert Vandersmissen. Dankzij hem heeft ze carrière kunnen maken en is ze kunnen opklimmen tot tweede in rang in het bedrijf. Door de samenwerking tussen F@C en MVM komt ze soms lijnrecht tegenover Veronique Van den Bossche te staan.
Wanneer haar relatie met Gilbert geen geheim meer is, komt plots Gilberts vrouw, Colette Vermeir op de proppen die wil scheiden en haar aandelen wil verkopen. Door de stress van de afgelopen dagen, krijgt Gilbert een hartaderbreuk en sterft hij. Caroline is er het hart van in maar is nog meer in shock wanneer blijkt dat F@C volledig naar Colette gaat. Colette verkoopt haar aandelen aan de Van den Bossches. Ze besluiten een holding op te richten en trekken Caroline aan als PR-verantwoordelijke. Ze aanvaardt de job, hoewel ze er geen geheim van maakt dat ze veel liever manager van F@C was gebleven.
Caroline komt voortdurend in conflict met manager June Van Damme en CEO Veronique Van den Bossche. Al snel laten ze blijken dat ze Caroline liever kwijt dan rijk zouden zijn, maar de andere kaderleden zijn het daar niet mee eens. Wanneer de interne conflicten toenemen, probeert Caroline hier haar voordeel uit de halen, in de hoop een hogere functie te bemachtigen. Ze probeert Mathias Moelaert voor zich te winnen door hem in te fluisteren dat zijn vriendin Marie-Rose De Putter een affaire heeft met Dirk Cockelaere. Het komt tot een breuk tussen de twee, waarna Caroline meermaals toenadering tot hem zoekt.
Peter Van den Bossche wil iedereen verzoenen en organiseert een teambuildingweekend in de Ardennen. Caroline maakt daar van de gelegenheid gebruik om Mathias te verleiden, maar wordt uiteindelijk afgewezen. Wanneer ze de volgende dag ontdekt dat Marie-Rose haar ruzie met Mathias wil komen bijleggen, ziet ze haar hele plan in duigen vallen. Caroline wacht Marie-Rose op en nodigt haar uit voor een wandeling. Ze houdt halt aan een ravijn en vliegt Marie-Rose plots in de haren. Caroline schuift uit en bengelt aan de rand van de berg. Ze smeekt Marie-Rose om hulp, maar wanneer die haar een hand toereikt, trekt Caroline haar mee de dieperik in. Caroline overleeft de val niet.